# 삼성 갤럭시 A6
삼성 갤럭시 A6(영어: Samsung Galaxy A6 )은 삼성 갤럭시 A 시리즈의 2018년 모델이다. 삼성전자에서 2018년 5월에 출시된 모델로 지문인식(후면) 등이 탑재된 모델이다.

## 사진

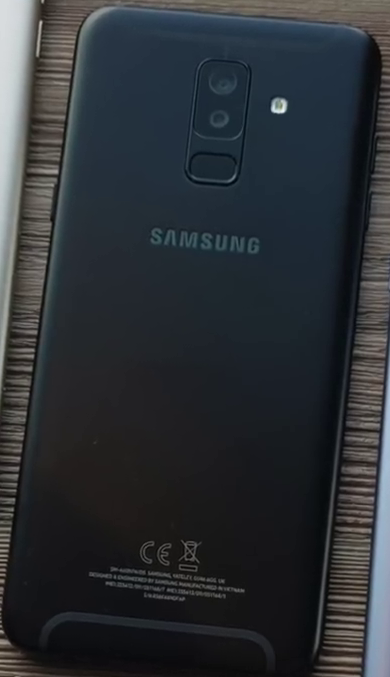
후면

1. ↑  이어폰을 사용할 경우만 적용